# Lasius neoniger
Lasius neoniger es una especie de hormiga del género Lasius, tribu, Lasiini, orden Hymenoptera. Fue descrita por Emery en 1893.

## Distribución
Se distribuye por Canadá, México y Estados Unidos.

## Hábitat
Habita debajo de piedras y rocas, en troncos, parques y sobre la madera. Se ha encontrado a elevaciones de 5-3780 metros.